# Euclides da Cunha Paulista
Euclides da Cunha Paulista é um município brasileiro do estado de São Paulo. Sua população estimada em 2022 era de 7.924 habitantes. O município é formado pela sede e pelos povoados de Rosanela e Santa Rita do Pontal.

## História
O início ocorre quando José Joaquim Mano e Mário Eduardo Ferreira loteiam parte de suas terras, inclusive doando terrenos para a construção de um Centro Comunitário e uma capela.
Com a chegada da Companhia Camargo Correa, no início da década de 1960, responsável pela construção do "Ramal de Dourados", da "Estrada de Ferro Sorocabana", foi montado um acampamento, localizado a 4 mil metros do local da atual cidade, que passou a ser denominada "Cacipore", que na língua Tupi Aruaco e Ianomâmi, significa chefe supremo, chefe da alma, espírito externo do corpo, alma espírito do defunto, parte externa do homem que não morre. Oficializa-se a fundação do povoado, em 15 de setembro de 1965, com a inauguração do "Ramal de Dourados", que passou a chamar-se "Porto Euclides da Cunha", em homenagem ao escritor carioca, pessoa conhecida e admirada por um dos fundadores, José Joaquim Mano.
Destaca-se o trabalho dos pioneiros Geraldo Dias, Manoel Ferreira dos Santos (Nenê Baiano), Urbano Judice, José Petronilio da Silva (Zé Preto), José Milton Dias Monteiro, Francisco de Oliveira (Chico Preto), Wilson Mário Roseiro Coutinho e Geraldo Mendes Ribeiro, que chegando com suas famílias construíram suas residências, abriram negócios e lutaram para que Euclides da Cunha Paulista se desenvolvesse.
O distrito de Euclides da Cunha Paulista foi criado em 23 de dezembro de 1981 (43 anos), com sede no povoado de mesmo nome e território desmembrado do município de Teodoro Sampaio.
A instalação do município deu-se em 1º de janeiro de 1993, com a instalação da Câmara Municipal, após eleições de 3 de outubro de 1992.

## Geografia
Localiza-se a uma latitude 22º33'41" sul e a uma longitude 52º35'25" oeste, estando a uma altitude de 397 metros. Possui uma área de 577,122 km². 

### Clima
O clima é subtropical Cfa, com verões de 35 °C e a média nos invernos é de 12,2 °C, podendo chegar a temperaturas próximas de 3 °C nos dias mais frios. O recorde de frio foi em 1975, quando chegou em -3,7 °C, e nos últimos anos, em 2013, que chegou em 0,4 °C, há registros de geadas no inverno, o verão mais quente foi em 2009, quando chegou em 39,6 °C.

### Hidrografia
- Rio Paranapanema

### Rodovias
- SP-613

## Demografia

### População
| Crescimento populacional                             | Crescimento populacional | Crescimento populacional | Crescimento populacional |
| Ano                                                  | População Total          |                          | %±                       |
| ---------------------------------------------------- | ------------------------ | ------------------------ | ------------------------ |
| 1991                                                 | 9 564                    |                          | —                        |
| 2000                                                 | 10 214                   |                          | 6,8%                     |
| 2010                                                 | 9 585                    |                          | −6,2%                    |
| 2022                                                 | 7 924                    |                          | −17,3%                   |
| Est. 2024                                            | 7 928                    | [ 8 ]                    | 0,1%                     |
| Fontes: Censos Demográficos IBGE e Estimativas SEADE |                          |                          |                          |

## Política e administração
- Prefeito: Domingos Mente Lopes (Republicanos) (2025/2028)
- Vice-prefeita: Maria Helena da Silva (PP)
- Presidente da Câmara: Willian Douglas da Silva (Solidariedade) - 2025/2026

## Economia
A economia de Euclides da Cunha Paulista é predominantemente baseada na agricultura. A produção de cana-de-açúcar é uma das principais atividades econômicas, com várias usinas na região. Além disso, a cidade também cultiva milho, soja e outros grãos.
A agropecuária também desempenha um papel significativo, com a criação de gado e a produção de leite. O comércio local é pequeno, mas atende às necessidades da população, complementando a economia agrícola.
Leite: A cidade possui várias propriedades que se dedicam à criação de gado leiteiro, produzindo leite de qualidade.
Queijos e Iogurtes: Além do leite, são comuns a produção de queijos, como queijo minas e requeijão, e também iogurtes, que são apreciados pela população.
A piscicultura em Euclides da Cunha Paulista tem ganhado destaque como uma atividade econômica importante na região. Essa prática consiste na criação de peixes em ambientes controlados, e pode ser uma alternativa interessante para diversificar a produção agrícola local.
Espécies Criadas: Entre as espécies mais comuns estão o tilápia, o tambaqui e a carpa, que são apreciadas tanto pela comunidade local quanto em mercados regionais.
Empreendimentos Locais: Existem algumas propriedades que se dedicam à piscicultura, utilizando tanques e viveiros para a criação dos peixes. Esses empreendimentos frequentemente buscam técnicas sustentáveis para melhorar a produtividade.
A cidade também é conhecida pela produção de alimentos frescos, como frutas e vegetais, que são utilizados nas receitas locais.
Citrinos: Laranjas e limões são comuns na região.
Cebola e Alho: Essenciais para temperos em diversos pratos.
Verduras: Couve, alface e espinafre são frequentemente cultivados e consumidos.
O comércio em Euclides da Cunha Paulista é um aspecto fundamental da vida econômica da cidade, atendendo às necessidades da população local e oferecendo produtos e serviços variados.
Lojas de Varejo: Existem diversos estabelecimentos que vendem alimentos, roupas, eletrônicos e produtos de uso cotidiano. Supermercados e mercearias atendem às necessidades diárias dos moradores.
Feiras Livres: As feiras são comuns e oferecem uma variedade de produtos frescos, como frutas, verduras e artesanato local. Elas são um espaço importante para a comercialização de alimentos produzidos na região.
Serviços: O comércio também inclui serviços como padarias, farmácias, oficinas mecânicas e salão de beleza, contribuindo para a conveniência dos moradores.
Nos últimos anos, houve esforços para diversificar a economia, com a promoção do turismo rural e a valorização de produtos locais. A infraestrutura agrícola, como estradas e armazéns, tem sido desenvolvida para melhorar o escoamento da produção.

## Infraestrutura

### Comunicações
O sistema de telefones automáticos foi inaugurado na cidade em 1982 pela Telecomunicações de São Paulo (TELESP), que também implantou o sistema de discagem direta à distância (DDD) em 1989 com o código de área (0182).
Na década de 90 o código DDD da cidade foi alterado para (018), para padronização do sistema telefônico com a telefonia celular que estava sendo implantada em todo o estado.
A cidade também é atendida por 3 provedores de Internet Fibra Óptica, Terra Rica Net, PowerNet Telecom, Fleetnet Telecom.
O jornalismo em Euclides da Cunha Paulista é uma ferramenta importante para informar a comunidade sobre eventos locais, cultura e questões sociais.
Jornais Locais: Existem publicações impressas que cobrem notícias da cidade e da região, abordando temas como política, economia e cultura.
Rádios Comunitárias: Algumas rádios oferecem programação local, incluindo notícias, entrevistas e música, promovendo a interação entre os moradores.
Redes Sociais: A presença online tem crescido, com grupos e páginas que compartilham informações relevantes e atualizações sobre eventos.

### Segurança pública

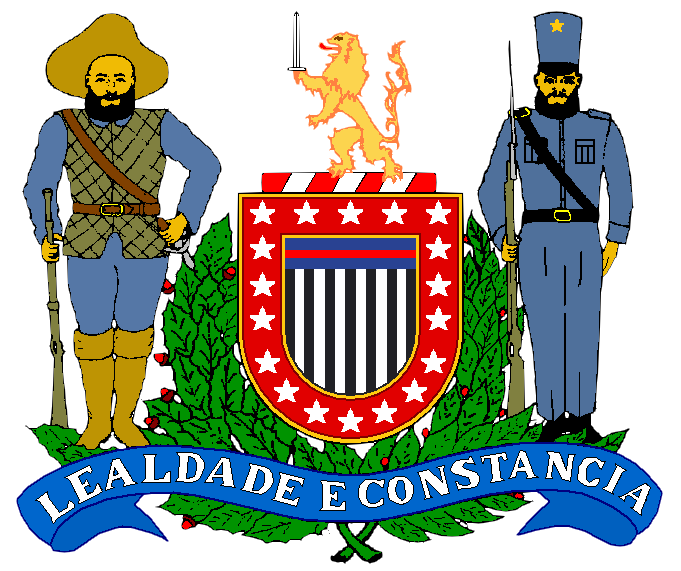
Brasão da PMSP.

Como na maioria dos municípios médios e grandes brasileiros, a criminalidade ainda é um problema em Euclides da Cunha Paulista. Em 2008, a taxa de homicídios no município foi de 26,2 para cada 100 mil habitantes, ficando na 23ª posição a nível estadual e no 620° lugar a nível nacional. Já em relação à taxa de óbitos por acidentes de transito, o índice foi de 6,5 para cada 100 mil habitantes, ficando na 317ª posição a nível estadual e no 2400° lugar a nível nacional.
A queda de homicídios por causas relacionadas à violência urbana se deve às medidas tomadas pela Polícia Militar do Estado de São Paulo (PMSP), como o Registro Digital de Ocorrência (RDO), adotado em mais 46 municípios do estado de São Paulo. O RDO permite que os boletins de ocorrência (BOs) feitos nas unidades policiais sejam padronizados via intranet, armazenados em bancos de dados e consultados por outros órgãos policiais.
O Corpo de Bombeiros de Euclides da Cunha Paulista, como em outras cidades do Brasil, é responsável por diversas atividades relacionadas à proteção e prevenção de incêndios, além de ações de salvamento e atendimento a emergências. Eles atuam em casos de incêndios, resgates em acidentes, desastres naturais e ações educativas sobre segurança. A corporação frequentemente realiza treinamentos e campanhas de conscientização na comunidade, visando a prevenção de acidentes.
Também a Defesa Civil de Euclides da Cunha Paulista atua na prevenção e resposta a desastres naturais, como enchentes e deslizamentos. Ela é responsável por planejar ações de emergência, orientar a população e coordenar esforços em situações de crise. Além disso, promove campanhas de conscientização sobre segurança e prevenção de riscos.

### Serviços
Euclides da Cunha Paulista possui serviços básicos como saúde e educação. A cidade conta com escolas municipais e estaduais, além de um posto de saúde que oferece atendimento primário. O comércio local é pequeno, mas atende às necessidades diárias dos moradores. Em termos de transporte, as estradas principais conectam a cidade a municípios vizinhos, facilitando o escoamento da produção agrícola. Há também iniciativas de melhoria na urbanização e no saneamento básico, visando melhorar a qualidade de vida dos habitantes.

### Investimentos
Nos últimos anos, Euclides da Cunha Paulista tem buscado atrair investimentos para melhorar sua infraestrutura e promover o desenvolvimento econômico. Aqui estão algumas áreas em que houve investimentos:
Saneamento Básico: Melhorias nas redes de água e esgoto têm sido uma prioridade, visando aumentar a qualidade de vida dos moradores.
Estradas e Transporte: Investimentos em pavimentação e manutenção de estradas rurais e urbanas para facilitar o escoamento da produção agrícola e melhorar o acesso à cidade.
Tecnologia na Agropecuária: Incentivos para o uso de tecnologias modernas na agricultura e pecuária, como irrigação e melhoramento genético do gado.
Piscicultura: Fomento à piscicultura, com apoio a projetos que buscam diversificar a produção local.
Melhorias em Escolas e Postos de Saúde: Investimentos em infraestrutura educacional e de saúde para oferecer melhores serviços à população.
Desenvolvimento do Turismo Rural: Incentivos para o turismo rural, com melhorias em atrativos naturais e na infraestrutura para receber visitantes.
Melhorias em Atrações Naturais: Investimentos na conservação e melhoria de áreas como cachoeiras e balneários, tornando-os mais acessíveis e atraentes para visitantes.
Sinalização e Acessibilidade: Implementação de sinalização adequada em trilhas e pontos turísticos, além de melhorias no acesso para pessoas com mobilidade reduzida.
Promoção de Eventos Culturais: A cidade tem promovido festivais e eventos que destacam a cultura local, como a Festa do Peão de Boiadeiro, torneio de pesca, eventos de caminhada e ciclismo, atraindo turistas e incentivando a economia local.
Capacitação de Profissionais: Programas de capacitação para guias turísticos e prestadores de serviços, visando melhorar a qualidade do atendimento ao visitante.
Campanhas de Marketing: Iniciativas para divulgar as potencialidades turísticas da cidade nas redes sociais e em plataformas de turismo.

## Cultura e lazer
O Balneário Municipal de Euclides da Cunha Paulista é um espaço de lazer importante para a comunidade e visitantes. Localizado às margens de um rio, oferece áreas para banhos, piqueniques e atividades ao ar livre.
Estrutura
O balneário conta com infraestrutura básica, como quiosques, churrasqueiras e áreas de sombra, tornando-se um local popular para famílias e grupos. A limpeza e a manutenção do espaço são essenciais para garantir a segurança e o conforto dos visitantes.
Atividades
Os visitantes podem desfrutar de passeios na natureza, atividades aquáticas e eventos locais, especialmente nos finais de semana e feriados. O local é ideal para relaxar e apreciar a tranquilidade do ambiente.
Atrações
Turismo Rural: Algumas propriedades rurais recebem visitantes, oferecendo passeios, degustação de produtos locais e atividades relacionadas à vida no campo.
Festas e Eventos: Festividades locais, como a Festa do Peão de Boiadeiro, atraem visitantes e promovem a cultura caipira.
Caminhadas e Trilhas: As áreas ao redor da cidade oferecem opções para caminhadas e trilhas, permitindo aos turistas apreciar a natureza e a fauna local.

### Aniversario da Cidade
O aniversário de Euclides da Cunha Paulista é comemorado no dia 15 de Setembro. Essa data marca a fundação da cidade, e as festividades são um momento especial para a comunidade local, com várias atividades culturais, cívicas e esportivas. A Fanfarra Municipal tem um papel de destaque nesses eventos, contribuindo com suas apresentações musicais vibrantes, que são um dos pontos altos da celebração.
O desfile é tradicionalmente realizado pelas ruas da cidade e conta com a participação de escolas, associações e autoridades locais. A Fanfarra Municipal lidera o desfile com apresentações de músicas populares e hinos, criando uma atmosfera festiva.
Durante as comemorações, a prefeitura geralmente organiza shows de música ao vivo com bandas regionais ou nacionais, e a tradicional Festa do Peão de Boiadeiro.
Para encerrar as festividades, costuma haver uma grande queima de fogos, celebrando o crescimento e a história da cidade.

### Esportes
O esporte em Euclides da Cunha Paulista é uma parte importante da cultura local, promovendo saúde e integração entre os moradores. A cidade conta com algumas opções de modalidades esportivas, tanto coletivas quanto individuais.
Futebol: É o esporte mais popular, com várias equipes amadoras e campos disponíveis para a prática. A cidade costuma organizar torneios e competições locais.
Voleibol e Basquete: Existem quadras para a prática dessas modalidades, e eventos são realizados para incentivar a participação da comunidade.
Atividades ao Ar Livre: Devido à natureza ao redor, muitas pessoas também praticam caminhadas, trilhas e atividades como corrida.
A pesca em Euclides da Cunha Paulista é uma atividade popular, especialmente entre os moradores que aproveitam os rios e lagoas da região. A cidade oferece algumas oportunidades para a prática da pesca esportiva e recreativa.
Pesca Esportiva: Muitos praticantes aproveitam para pescar em busca de desafios e momentos de lazer.
Pesca Familiar: É comum que famílias se reúnam para passar o dia à beira do rio, combinando a pesca com piqueniques e confraternizações.

## Religião
A religião desempenha um papel significativo na vida cultural e social de Euclides da Cunha Paulista, refletindo as tradições e valores da comunidade local. A maioria dos moradores segue o cristianismo, com um forte predomínio da Igreja Católica, mas há também presença de diversas denominações protestantes e evangélicas.
Apesar da predominância do cristianismo, a cidade é respeitosa em relação à diversidade religiosa, com a coexistência pacífica de diferentes crenças e a realização de eventos inter-religiosos que promovem o diálogo e a unidade entre os moradores.
O Cristianismo se faz presente na cidade da seguinte forma:

### Igreja Católica
- A igreja faz parte da Diocese de Presidente Prudente.[19]

Paróquia São José: A Igreja Matriz é um dos principais marcos religiosos da cidade, onde ocorrem missas, batizados, casamentos, e outras celebrações importantes. As festas religiosas como a Semana Santa, Corpus Christi e as novenas são momentos de grande participação popular.

### Igrejas Evangélicas
Entre as igrejas protestantes históricas, pentecostais e neopentecostais, encontram-se na cidade:
- Assembleia de Deus Ministério do Belém.[22][23]
- Congregação Cristã no Brasil.[24]
- Igreja Batista.
- Igreja do Evangelho Quadrangular.

Essas congregações são ativas na comunidade, promovendo cultos, eventos de louvor, estudos bíblicos, e atividades sociais voltadas para o bem-estar da população. Os eventos evangélicos costumam incluir congressos, encontros de jovens, e festas de louvor que atraem participantes locais e de outras regiões.